# Frieseomelitta
Frieseomelitta (лат.) — род безжальных пчёл, из трибы Meliponini семейства Apidae.

## Описание
Мелкие пчёлы, длина около 1 см. Не используют жало при защите. Хотя жало у них сохранилось, но в сильно редуцированном виде. Живут в полостях в живой или мёртвой древесине. Род назван в честь крупного немецкого энтомолога Генриха Фризе.

## Распространение
Неотропика: Боливия, Бразилия, Венесуэла, Гватемала, Колумбия, Панама, Перу, Суринам, Французская Гвиана.

## Генетика
Диплоидный набор хоромосом у большинства изученных видов равен 2n = 30 (Frieseomelitta portoi, Frieseomelitta trichocerata, Frieseomelitta doederleini и другие), или 2n = 34 у вида Frieseomelitta longipes.

## Классификация
Известно 16 видов (13 в Бразилии).
- Frieseomelitta dispar (Moure, 1950)[7]
- Frieseomelitta doederleini (Friese, 1900)
- Frieseomelitta flavicornis (Fabricius, 1798)
- Frieseomelitta francoi (Moure, 1946)
- Frieseomelitta languida Moure, 1989[8]
- Frieseomelitta lehmanni (Friese, 1901)
- Frieseomelitta longipes (Smith, 1854)
- Frieseomelitta nigra (Cresson, 1878)
- Frieseomelitta paranigra (Schwarz, 1940)
- Frieseomelitta paupera (Provancher, 1888)
- Frieseomelitta portoi (Friese, 1900)
- Frieseomelitta silvestrii (Friese, 1902) typus
- Frieseomelitta trichocerata Moure, 1988[9]
- Frieseomelitta varia (Lepeletier, 1836)